# Francesca Dellera
Francesca Dellera (née Francesca Cervellera,) est une actrice et mannequin italienne née le 2 octobre 1965 à Latina, Italie.

## Biographie
Après le lycée classique, en 1985 Francesca Dellera s'installe à Rome où elle travaille comme modèle. Elle pose pour les couvertures de magazines nationaux et internationaux devant l’objectif de photographes tels que Helmut Newton, Dominique Isserman, Greg Gorman (en), Michel Comte (it), Annie Leibovitz.
La journaliste de mode et de tendance, Natalia Aspesi, l'a décrite ainsi : « Comparée aux canons asexués de la beauté en vogue aujourd’hui, Francesca Dellera semble sortir d’une autre époque avec son teint de lait, tellement charnel, alors que la féminité, même la plus criante, est désormais asexuée pour obéir aux commandements de la télévision et de la mode. »,
Après quelques films mineurs, elle est lancée en 1987 par le réalisateur Tinto Brass dans le film érotique Capriccio ;  le film est un grand succès en Italie et l'actrice devient tout à coup un sex-symbol pour son corps de pin-up. Elle apparaît ensuite, sous la direction de Giuseppe Patroni Griffi, au générique du téléfilm en trois parties La romana (it), tiré d’un roman de l'écrivain italien Alberto Moravia. Plus de 10 millions de téléspectateurs la suivent alors dans le rôle principal aux côtés de Gina Lollobrigida, ce qui lui vaut le Telegatto, grand prix international du spectacle de la télévision italienne. Alberto Moravia consacre à Francesca Dellera une interview dans le magazine hebdomadaire L'Espresso.
Avec le film La Chair (1991) du réalisateur Marco Ferreri, Francesca Dellera se fait connaître du public international. Le film est présenté au Festival de Cannes avec succès et l'actrice devient très connue en France ; elle sera ensuite l’une des actrices internationales citées dans le livre que Cannes consacre aux 50 ans du Festival.
Federico Fellini, la choisit pour le rôle de la fée dans Pinocchio, film qui ne verra cependant pas le jour à cause du décès de son réalisateur.
La rockstar Prince, lui proposa de participer à un de ses vidéo-clip, mais, cependant, l’actrice dut refuser car elle était déjà engagée professionnellement sur d’autres projets,,,.
Après avoir tourné L'Ours en peluche de Jacques Deray avec Alain Delon en 1993, son dernier film au cinéma, elle devient l’égérie de Jean-Paul Gaultier et participe au défilé de sa collection. De retour en Italie, elle interprète en 1999 le rôle principal de Nanà, téléfilm en deux parties réalisé par Alberto Negrin.
Après plusieurs années de pause, en 2006 elle tourne La comtesse de Castiglione, aux côtés de Jeanne Moreau, téléfilm de production franco-italienne signé Josée Dayan ; c'est son dernier engagement professionnel.
Elle figure dans beaucoup campagnes publicitaires : parmi celles-ci, le spot pour la campagne « IP », réalisé par Maurizio Nichetti en 1989, recevra le prix du meilleur spot de l’année.

## Filmographie
- Grandi magazzini (it) (1986)  de Castellano e Pipolo (sous le nom de Francesca Cervellera)[4]
- Roba da ricchi (it) (1987) de Sergio Corbucci : la princesse Topazia, aux côtés de Serena Grandi et Laura Antonelli
- Vices et Caprices (Capriccio) (1987) de Tinto Brass : Rosalba Moniconi
- La romana (it) (1988)
- La bugiarda (it) (1989)
- Isabella la ladra (it) (1989) Mini série télé
- La Chair (1991) de Marco Ferreri : Francesca aux côtés de Philippe Léotard
- L'Ours en peluche (1993) de Jacques Deray : Chantal, la maîtresse d'Alain Delon
- Nana (1999)
- La comtesse de Castiglione (2006)